# Новопетровский (Тульская область)
Новопетровский — посёлок в Каменском районе Тульской области России.
В рамках административно-территориального устройства является центром Новопетровского сельского округа Каменского района, в рамках организации местного самоуправления включается в Яблоневское сельское поселение.

## География
Расположен на реке Сухая Галичка, в 9 км к юго-востоку от райцентра, села Архангельское, и в 109 км к югу от областного центра, г. Тулы.

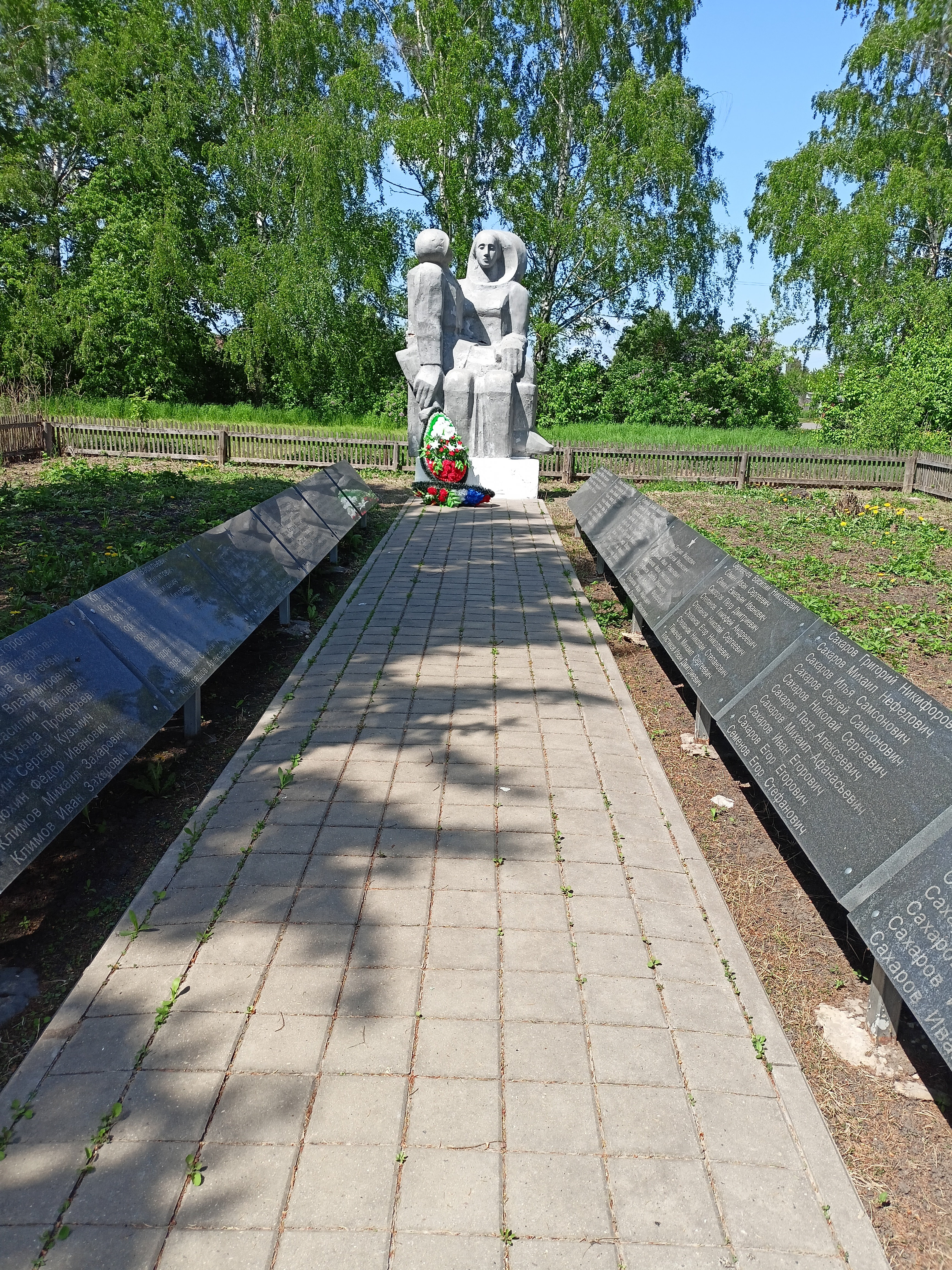
Памятник землякам, погибшим в годы ВОВ

## История
В 1961 году указом Президиума Верховного Совета РСФСР поселок Гнилуши переименован в Новопетровский.

## Население
| 2002 | 2010 |
| ---- | ---- |
| 834  | ↘747 |